# Никола Максимовић
Никола Максимовић (25. новембар 1991, Бајина Башта) је српски фудбалер. Игра на позицији одбрамбеног играча.

## Каријера
Прве фудбалске кораке начинио у млађим категоријама Космоса из Бајине Баште, наставио у Слоги из Бајине Баште, да би за сениорски тим Севојна дебитовао са само 16 година.
Упркос чињеници да је био један од најмлађих у екипи, убрзо је постао и капитен ужичке Слободе, да би у децембру 2011. потписао четворогодишњи уговор са Црвеном звездом.
Са Црвеном звездом је освојио Куп Србије, а на крају је био у тиму сезоне Суперлиге за сезону 2011/12.
Крајем јула 2013. постао је нови члан италијанског Торина. Максимовић је стигао на позајмицу, а после годину дана је Торино откупио његов уговор. Бикови су искористили право о откупној клаузули и за 3,4 милиона евра постали власници уговора српског дефанзивца.
У августу 2021. је потписао четворогодишњи уговор са Ђеновом.

## Репрезентација
За репрезентацију Србије дебитовао 31. маја 2012. године на пријатељском сусрету против Француске (0:2) у Ремсу.

## Статистика

### Репрезентативна
11. септембар 2019.
| Србија | Србија   | Србија |
| Година | Утакмица | Голова |
| ------ | -------- | ------ |
| 2012   | 4        | 0      |
| 2013   | 0        | 0      |
| 2014   | 1        | 0      |
| 2015   | 2        | 0      |
| 2016   | 8        | 0      |
| 2017   | 4        | 0      |
| 2018   | 1        | 0      |
| 2019   | 4        | 0      |
| 2020   | 1        | 0      |
| Укупно | 25       | 0      |

## Успеси

### Клупски
Црвена звезда
- Куп Србије (1) : 2011/12.

Наполи
- Куп Италије (1) : 2019/20.

### Индивидуални
- Тим сезоне Суперлиге (1) : 2011/12.